# Belfahy
Belfahy é uma comuna francesa na região administrativa de Borgonha-Franco-Condado, no departamento de Alto Sona. Estende-se por uma área de 3,07 km². Em 2010 a comuna tinha 83 habitantes (densidade: 27 hab./km²).